# It Was a Good Day
Singles de Ice Cube
Wicked
(1992) Check Yo Self
(1993)
It Was a Good Day, à l'origine connu sous le nom Today Was a Good Day est une chanson du rappeur Ice Cube, publié en single le 23 février 1993 comme second extrait de l'album The Predator.

## Contexte
Ice Cube a enregistré à l'origine une démo du titre dans son studio d'enregistrement avant d'enregistrer la version issue de l'album à l'Echo Sound Studios de Los Angeles en 1992 et c'était l'une des premières idées pour les séances d'album[pas clair]. Ice Cube a commenté le concept derrière la chanson indiquant :
« L'inspiration était ma vie à l'époque... J'étais au sommet du rap game. C'était à l'été 1992 et j'étais dans une chambre d'hôtel, vraiment en état d'euphorie. J'avais tout l'argent dont j'avais rêvé. J'étais dans un bon état d'esprit. Et je me souviens d'avoir pensé : "D'accord, il y a eu des émeutes, les gens savent que je traiterai de ça. C'est une donnée. Mais j'ai rapé tous ces trucs de gangsta, qu'en est-il des bons jours que j'avais?" »
Ice Cube a débuté dans le studio avec un sample de Footsteps in the Dark des Isley Brothers et DJ Pooh a amélioré la production avec des voix et des chansons. La chanson est réutilisée à plusieurs reprises, y compris sur l'album Greatest Hits de Ice Cube, tandis qu'une version remixée avec un sample de Let's Do It Again des Staple Singers, est apparu dans Bootlegs & B-Sides ainsi que The NWA Legacy, Vol. 1: 1988–1998.

## Classements
| Classement (1993)              | Meilleure place |
| ------------------------------ | --------------- |
| États-Unis (Hot 100)           | 15              |
| États-Unis (R&B/Hip-Hop Songs) | 7               |
| États-Unis (Rap Songs)         | 1               |
| Royaume-Uni (UK Singles Chart) | 27              |